# Slaget vid Pirttimäki
Slaget vid Pirttimäki var ett slag under Gustav III:s ryska krig. Slaget stod mellan svenska och ryska styrkor den 5 maj 1790 vid Pirttimäki, norr om Puumala. 

## Bakgrund
Våren 1790 befann sig savolaxbrigaden i området norr om Puumala under Curt von Stedingks befäl. Då han befarade ett anfall samlade Stedingk en avdelning om 900 man vid Pirttimäki. Ytterligare fem avdelningar om totalt 250 man var detacherade i orterna runtomkring för att hindra de ryska styrkorna i Puumala från att bränna och föröda i trakten. Även dessa avdelningar beordrades att marschera till Pirttimäki för att stärka ställningen.
Reinhold von Anrep, befälhavare i Puumala, beslöt att försöka överrumpla svenskarna innan de kunde fullt samlas, och började därför natten till den 5 maj en marsch mot Pirttimäki i tre kolonner. En av kolonnerna gick längs landsvägen för att anfalla västerifrån medan de två andra marscherade varsitt håll runtom för att anfalla från norr och söder.

## Slaget
De ryska styrkorna avancerade obemärkt nästan hela vägen till den svenska ställningen, men soldaterna kunde i sista stund organisera sig innan anfallet kom klockan 02:00 om morgonen. De svenska styrkorna lyckades stå emot anfallet, men ryssarnas numerära övermakt hotade att flankera den svenska ställningen. Klockan 03:00 anlände en detacherad avdelning om 50 man österifrån som anslöt till stridandet. Ett detachement under befäl av Carl Leonhard Lode, vilket var avdelat väster om svenska huvudstyrkan, marscherade söderut för att avskära ryska reträtten klockan 04:00. Detta nya hot delade ryskt fokus och bromsade deras anfall, vilket hade som följd att svenskarna kunde verkställa ett antal bajonettanfall mot fienden. Klockan 06:00 avbröt von Anrep anfallet och förde tillbaka sitt manskap söderut. Under striden utmärkte sig bland andra Carl Johan Adlercreutz, som erhöll särskilt beröm av von Stedingk.